# MTV Nova Zelândia
MTV foi um canal de televisão por assinatura neozelandês operado pela MTV Networks International como versão local da MTV. O canal foi lançado em 18 de agosto de 2006. Desde seu lançamento, a MTV empregou 23 pessoas em sua sede em Auckland.
Entre junho de 1997 e junho de 1998, a MTV foi operada na Nova Zelândia como um canal gratuito através da TVNZ usando conteúdos da versão britânica da MTV. Ele substituiu controversamente o canal de TV aberta de Auckland Max TV e a Cry TV de Christchurch, e foi transmitido apenas em Auckland, Wellington, Tauranga, Hamilton, Christchurch e Dunedin.
A versão neozelandesa da MTV foi substituída pela MTV Austrália em 30 de novembro de 2010, mantendo a publicidade localizada e o site específico para Nova Zelândia. A partir de novembro de 2011, o domínio MTV.co.nz passou redirecionar para MTV.com.au.